# 高自民
高自民（1963年2月—），河北省邢台人。现任深圳市人民代表大会常务委员会副主任、党组副书记。曾任深圳市人民政府国有资产监督管理委员会主任、深圳市龍崗區委書記。2017年8月，任深圳市人民政府副市長。2018年6月，任深圳市委常委，秘書長。2021年5月，当选为深圳市人民代表大会常务委员会副主任。